# Cavernas Cascada
Las Cavernas Cascada (en inglés: Cascade Caverns) es el nombre que recibe una cueva de piedra caliza que es importante histórica, geológica y biológicamente y está ubicada a cinco kilómetros al sur de Boerne, en el estado de Texas, de los Estados Unidos, específicamente en el condado de Kendall. Ha funcionado comercialmente como una cueva turística y ha estado abierta para visitas del público desde 1932.
Las cuevas son parte de la Formación Glen Rose, una formación geológica marina poco profunda de la costa que data del período Cretácico inferior.
La cueva fue la única caverna en Texas, con una cascada interior natural. Originalmente, había 7 cascadas en la sala llamada Catedral de la caverna. En la actualidad artificialmente se bombea agua a través de una serie de tubos para que parezca natural.